# Привиди білих ночей
«Привиди білих ночей» — радянський короткометражний художній фільм 1991 року режисера Дмитра Фролова. Фільм був знятий за 3 години з 4 до 7 ранку в середині липня 1991 року.

## Сюжет
Поетична фантазія, хореографічна імпровізація молодих авангардних художників Ленінграда на вулицях нічного міста в короткий період білих ночей.

## У ролях
- Володимир Рибаков — епізод
- Наталія Суркова — епізод
- Костянтин Ареф'єв — епізод
- Дмитро Меглицький (група «El.Coyotes») — епізод
- Олександр Яцуренко (група «Карлики Любові») — епізод

## Знімальна група
- Режисер — Дмитро Фролов
- Продюсер — Дмитро Фролов
- Автор сценарію — Дмитро Фролов
- Оператор — Дмитро Фролов
- Композитор — група «REM»